# Szczyt w Deauville
Szczyt w Deauville – trójstronne spotkanie na najwyższym szczeblu, w którym uczestniczyli prezydent Federacji Rosyjskiej, prezydent Republiki Francji i kanclerz Republiki Federalnej Niemiec. Szczyt odbył się w dniach 18-19 października 2010 roku w Deauville.
Celem spotkania była dyskusja pomiędzy przywódcami Francji, Niemiec i Rosji na temat bezpieczeństwa europejskiego oraz projektu obrony przeciwrakietowej NATO. W czasie szczytu Niemcy i Francja zawarły porozumienie w sprawie zasad dyscypliny budżetowej w strefie euro.
Spotkanie poprzedziło szczyt państw NATO w Lizbonie w listopadzie 2010 roku.